# Pamětní deska popraveným příslušníkům Sboru národní bezpečnosti
Pamětní deska popraveným příslušníkům Sboru národní bezpečnosti se nachází na fasádě v podloubí před vstupem do budovy Policejního prezidia České republiky na adrese Strojnická 935/27, 170 89 Praha 7 – Holešovice. Kovová deska s hnědým podkladem a s pozlaceným písmem obsahuje příjmení, jména, data narození a úmrtí dvaceti pěti příslušníků Sboru národní bezpečnosti (SNB) popravených komunistickým totalitním režimem v letech 1948 až 1989 za to, že organizovali útěky osob přes hranice nebo se podíleli na III. odboji jako členové protikomunistických skupin.

## Historický exkurs
Po únorovém převzetí moci komunisty v Československu v roce 1948 docházelo k postupné personální výměně příslušníku bezpečnostních sborů. Obměna spočívala v hromadném přijímání nových, režimu „loajálních“ příslušníků za současného nuceného odchodu „politicky nespolehlivých“ členů, kterými byli především demokraticky smýšlející předváleční příslušníci prvorepublikové police a četnictva. Úsilí KSČ o vybudování ke komunistické státní politice loajálního Sboru národní bezpečnosti probíhalo od konce 40. let 20. století do počátku 50. let 20. století. Nucený odchod mnohých příslušníků bezpečnostních složek státu ze státní služby jen posílil jejich negativní postoj k novému nastupujícímu režimu a vehnal je do riskantních protirežimních aktivit III. odboje nebo posílil jejich touhu po dezerci či ilegálním odchodu z Československa. V souvislosti s protistátní činností (ať již zcela konkrétní nebo mnohdy vykonstruovanou) bylo do konce roku 1949 zatčeno více než 450 příslušníku SNB. Totalitní režim pak s pomocí soudní mašinerie „ocenil“ jejich skutečnou nebo domnělou protistátní „aktivitu“ celou širokou paletou těch nejtěžších trestů. Zákon číslo 321/1948 Sbírky přiznával práva příslušníků SNB i členům Sboru vězeňské stráže; stejně tak sem patřili i příslušníci SNB, kteří sloužili u pohraničních útvarů. V 50. letech 20. století tak seznam osob – příslušníků SNB – popravených komunistickým režimem za účast na protistátních aktivitách zahrnoval 30 osob.

## Historie pamětní desky

### Původní pamětní deska
Pamětní deska byla slavnostně odhalena po sametové revoluci dne 28. října 1996 za přítomnosti policejního prezidenta Oldřicha Tomáška, zástupců Konfederace politických vězňů České republiky a Českého svazu bojovníků za svobodu. Vznik pamětní desky inicioval Karel Bažant – jeden z vězněných příslušníků Sboru národní bezpečnosti. Shromažďování historických údajů věnoval několik let badatelské historické práce a pamětní deskou chtěl vzdát čest svým kolegům, kteří se angažovali ve III. odboji, byli dopadeni, vězněni, souzeni a popraveni.
Z rozhodnutí policejního prezidenta Tomáše Tuhého byla pamětní deska v roce 2016 ze svého původního místa (ve vrátnici prezidia) sňata a uložena do depozitáře v Muzeu Policie České republiky. Důvodem odstranění desky v roce 2016 byla rekonstrukce recepce prezidia. Původní pamětní deska byla pod spodní hranou doplněna malou závěsnou vitrínou. Ta obsahovala pamětní medaili Konfederace politických vězňů České republiky.

### Nová pamětní deska
Nová verze pamětní desky s četnými úpravami (a rozšířeným počtem osob) proti desce původní byla slavnostně odhalena v úterý 27. června 2023 v 17 hodin v podloubí u vchodu do Policejního prezidia ČR v Praze. Na obnovení desky se podílela organizace Post Bellum (s ředitelem Mikulášem Kroupou), studenti Gymnázia Paměti národa a Karel Bažant, který byl v roce 2023 stár 99 let. Náklady na výrobu pamětní desky činily 50 tisíc Kč a studenti ji uhradili z veřejné sbírky. Datový obsah pamětní desky i jednotlivé životopisy osob byly zdokumentovány historiky z Vojenského historického ústavu (VHÚ) Ivo Pejčochem a Prokopem Tomkem (viz kniha Policisté na popravišti: příslušníci SNB, popravení v Československu z politických nebo kriminálních důvodů v letech 1949-1962); na zpracování seznamu se podíleli historikové z Ústavu pro studium totalitních režimů (ÚSTR) Libor Svoboda, Petr Mallota, badatel z Muzea Policie ČR Michal Dlouhý a ředitel muzea Radek Galaš. 

## Fotogalerie

Odhalení pamětní desky 27. června 2023
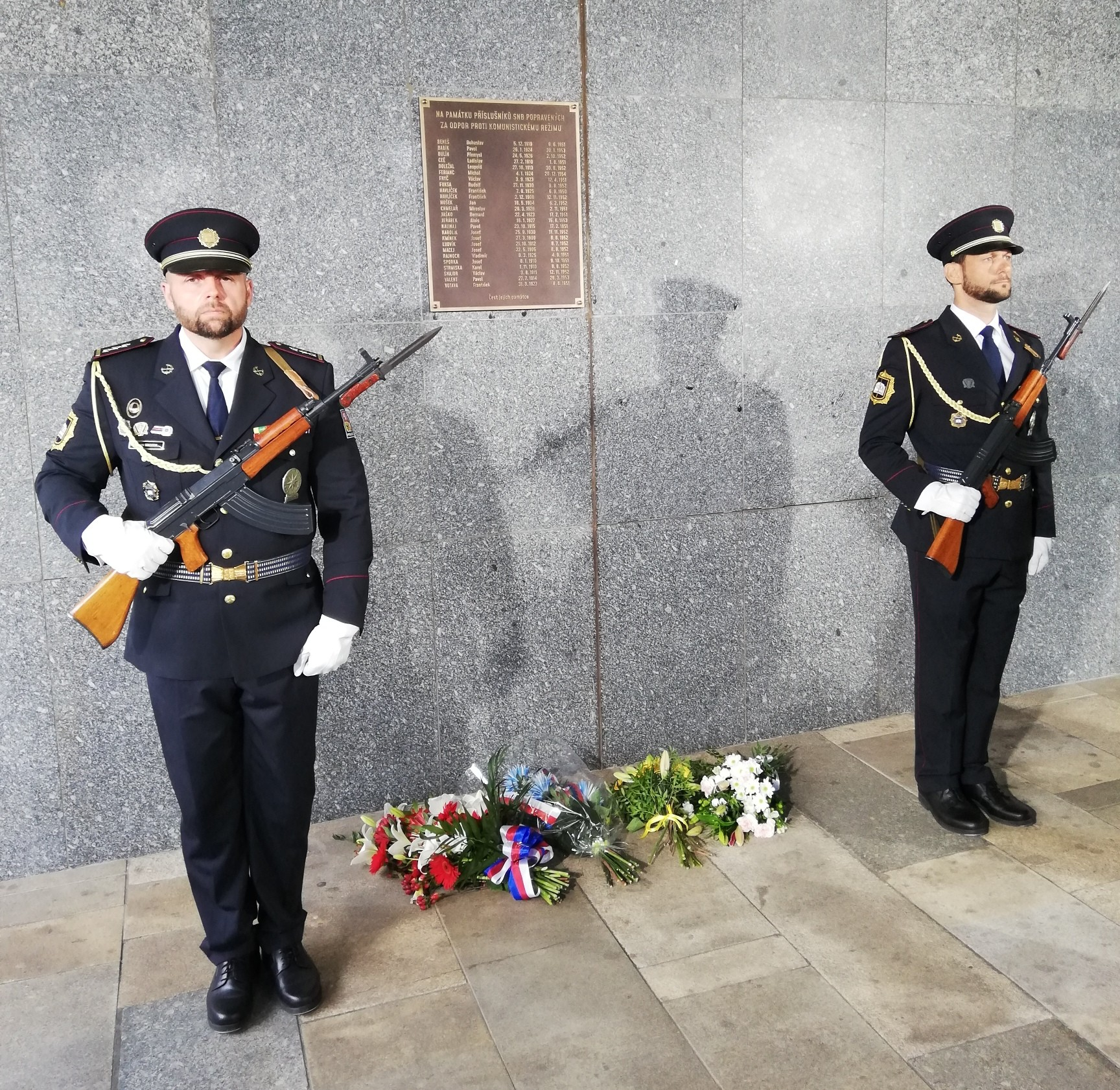
Čestná stráž u pamětní desky těsně po jejím slavnostním odhalení
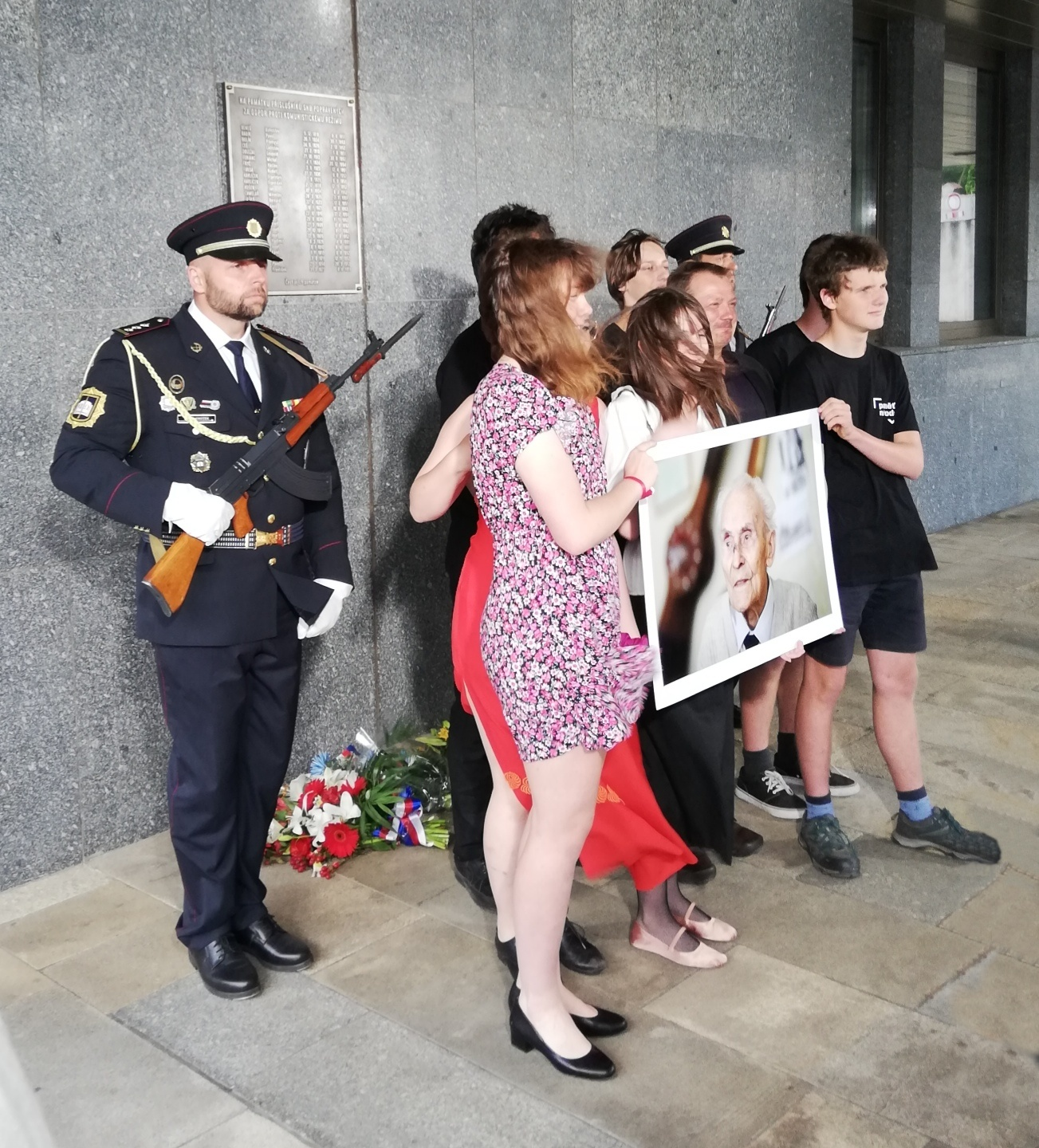
Studenti Gymnázia Paměti národa s fotografií Karla Bažanta
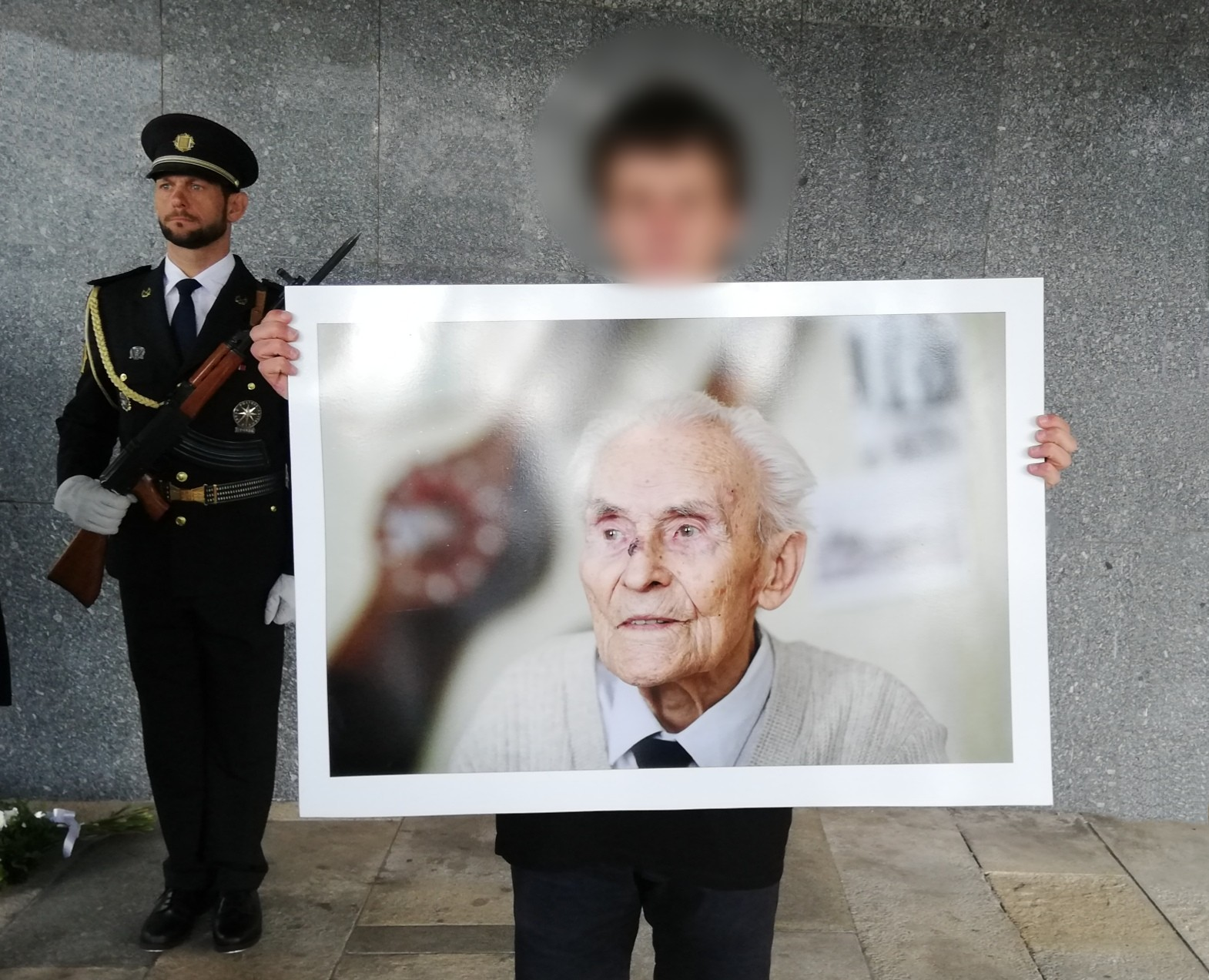
Student Gymnázia Paměti národa s fotografií Karla Bažanta

## Text na pamětní desce
| NA PAMÁTKU PŘÍSLUŠNÍKŮ SNB POPRAVENÝCH ZA ODPOR PROTI KOMUNISTICKÉMU REŽIMU | NA PAMÁTKU PŘÍSLUŠNÍKŮ SNB POPRAVENÝCH ZA ODPOR PROTI KOMUNISTICKÉMU REŽIMU | NA PAMÁTKU PŘÍSLUŠNÍKŮ SNB POPRAVENÝCH ZA ODPOR PROTI KOMUNISTICKÉMU REŽIMU | NA PAMÁTKU PŘÍSLUŠNÍKŮ SNB POPRAVENÝCH ZA ODPOR PROTI KOMUNISTICKÉMU REŽIMU | NA PAMÁTKU PŘÍSLUŠNÍKŮ SNB POPRAVENÝCH ZA ODPOR PROTI KOMUNISTICKÉMU REŽIMU |
| --------------------------------------------------------------------------- | --------------------------------------------------------------------------- | --------------------------------------------------------------------------- | --------------------------------------------------------------------------- | --------------------------------------------------------------------------- |
| BENEŠ                                                                       | Bohuslav                                                                    | 5. 12. 1919                                                                 | 8. 6. 1951                                                                  | [ p. 3 ]                                                                    |
| BABÍK                                                                       | Pavol                                                                       | 26. 1. 1924                                                                 | 30. 1. 1953                                                                 | [ p. 3 ]                                                                    |
| BULÍN                                                                       | Přemysl                                                                     | 24. 5. 1926                                                                 | 2. 10. 1952                                                                 | [ p. 3 ]                                                                    |
| CEÉ                                                                         | Ladislav                                                                    | 27. 2. 1910                                                                 | 1. 8. 1951                                                                  | [ p. 3 ]                                                                    |
| DOLEŽAL                                                                     | Leopold                                                                     | 27. 10. 1913                                                                | 30. 8. 1952                                                                 | [ p. 3 ]                                                                    |
| FERIANC                                                                     | Michal                                                                      | 4. 1. 1924                                                                  | 20. 12. 1954                                                                | [ p. 3 ]                                                                    |
| FRYČ                                                                        | Václav                                                                      | 3. 9. 1923                                                                  | 12. 4. 1951                                                                 | [ p. 3 ]                                                                    |
| FUKSA                                                                       | Rudolf                                                                      | 27. 11. 1930                                                                | 9. 8. 1952                                                                  | [ p. 3 ]                                                                    |
| HAVLÍČEK                                                                    | František                                                                   | 7. 8. 1925                                                                  | 6. 9. 1950                                                                  | [ p. 3 ]                                                                    |
| HAVLÍČEK                                                                    | František                                                                   | 2. 12. 1908                                                                 | 12. 11. 1952                                                                |                                                                             |
| HOŠEK                                                                       | Jan                                                                         | 18. 5. 1904                                                                 | 6. 2. 1952                                                                  | [ p. 3 ]                                                                    |
| CHMELAŘ                                                                     | Miroslav                                                                    | 28. 3. 1928                                                                 | 2. 11. 1951                                                                 |                                                                             |
| JAŠKO                                                                       | Bernard                                                                     | 22. 4. 1923                                                                 | 17. 2. 1951                                                                 | [ p. 3 ]                                                                    |
| JEŘÁBEK                                                                     | Alois                                                                       | 16. 1. 1927                                                                 | 15. 6. 1953                                                                 | [ p. 3 ]                                                                    |
| KALINAJ                                                                     | Pavol                                                                       | 23. 10. 1915                                                                | 17. 2. 1951                                                                 | [ p. 3 ]                                                                    |
| KAROLÍK                                                                     | Josef                                                                       | 25. 9. 1930                                                                 | 11. 11. 1952                                                                | [ p. 3 ]                                                                    |
| KMÍNEK                                                                      | Josef                                                                       | 27. 3. 1909                                                                 | 8. 8. 1952                                                                  | [ p. 3 ]                                                                    |
| LUDVÍK                                                                      | Josef                                                                       | 21. 10. 1912                                                                | 8. 7. 1952                                                                  | [ p. 3 ]                                                                    |
| MACEJ                                                                       | Josef                                                                       | 22. 5. 1905                                                                 | 8. 8. 1952                                                                  | [ p. 3 ]                                                                    |
| RAJNOCH                                                                     | Vladimír                                                                    | 8. 3. 1925                                                                  | 4. 9. 1951                                                                  | [ p. 3 ]                                                                    |
| SPORKA                                                                      | Josef                                                                       | 8. 1. 1910                                                                  | 9. 10. 1951                                                                 | [ p. 3 ]                                                                    |
| STRMISKA                                                                    | Karel                                                                       | 1. 11. 1910                                                                 | 8. 8. 1952                                                                  | [ p. 3 ]                                                                    |
| ŠNAJDR                                                                      | Václav                                                                      | 3. 8. 1911                                                                  | 12. 11. 1952                                                                | [ p. 3 ]                                                                    |
| VALENT                                                                      | Pavol                                                                       | 27. 7. 1914                                                                 | 28. 3. 1953                                                                 | [ p. 3 ]                                                                    |
| VOTAVA                                                                      | František                                                                   | 31. 3. 1927                                                                 | 8. 6. 1951                                                                  | [ p. 3 ]                                                                    |
| ČEST JEJICH PAMÁTCE                                                         |                                                                             |                                                                             |                                                                             |                                                                             |

## Fotogalerie osob

Portrétní fotografie některých osob uvedených na pamětní desce
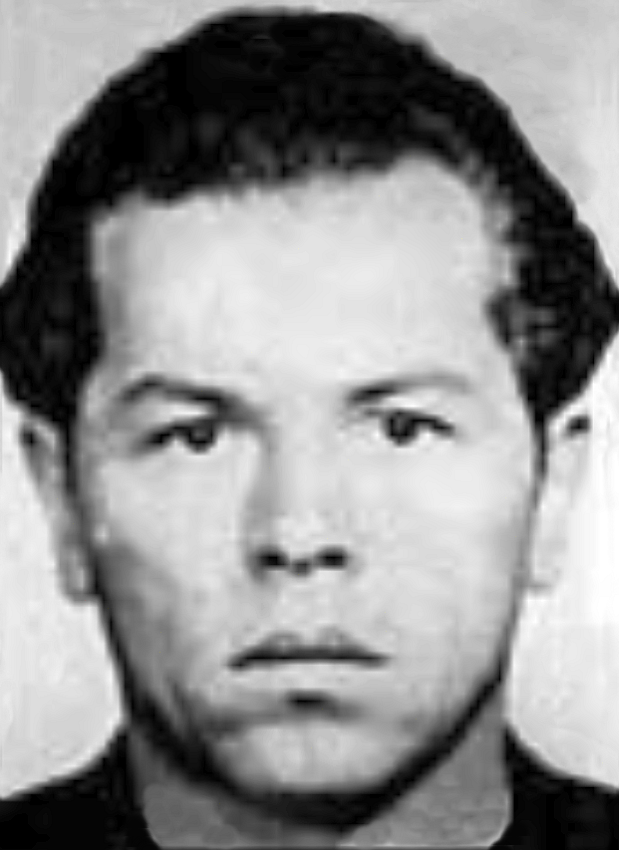
Pavel Babík
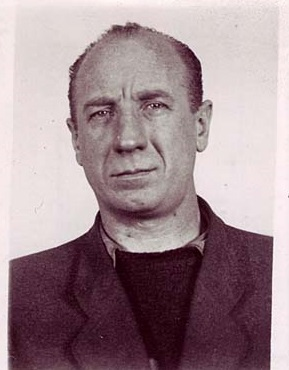
Ladislav Ceé
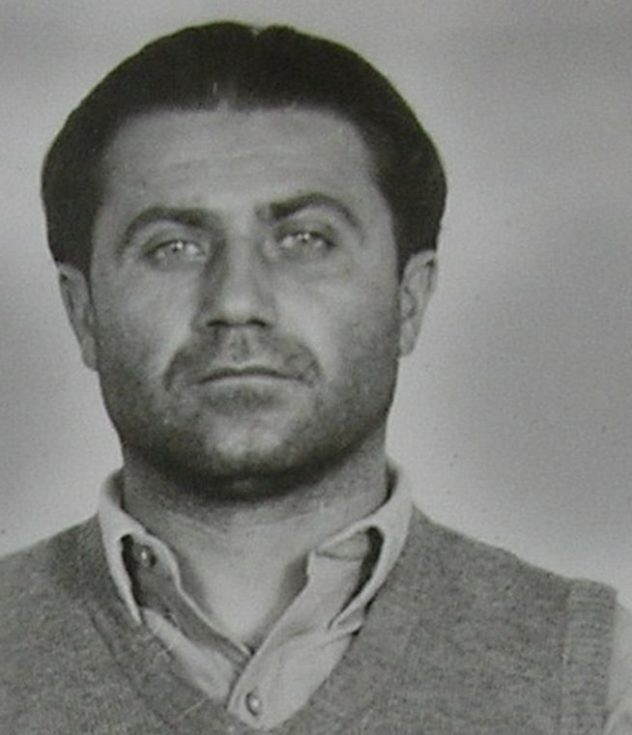
Leopold Doležal
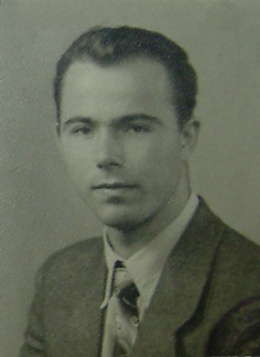
Rudolf Fuksa
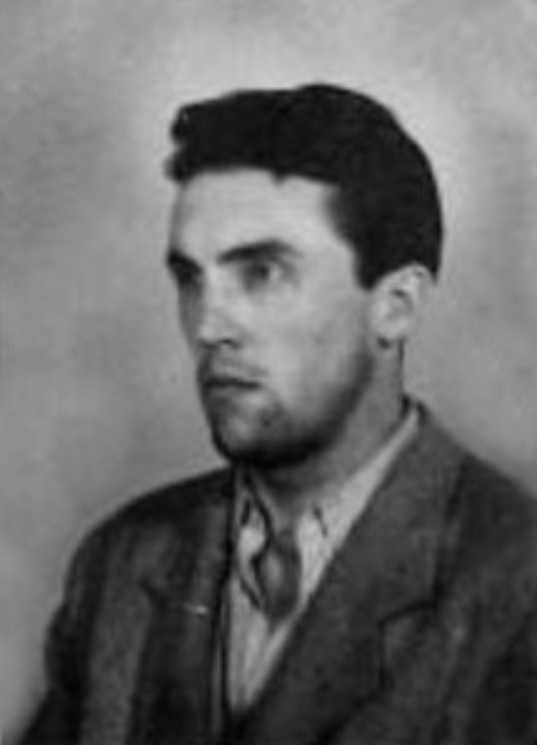
František Havlíček
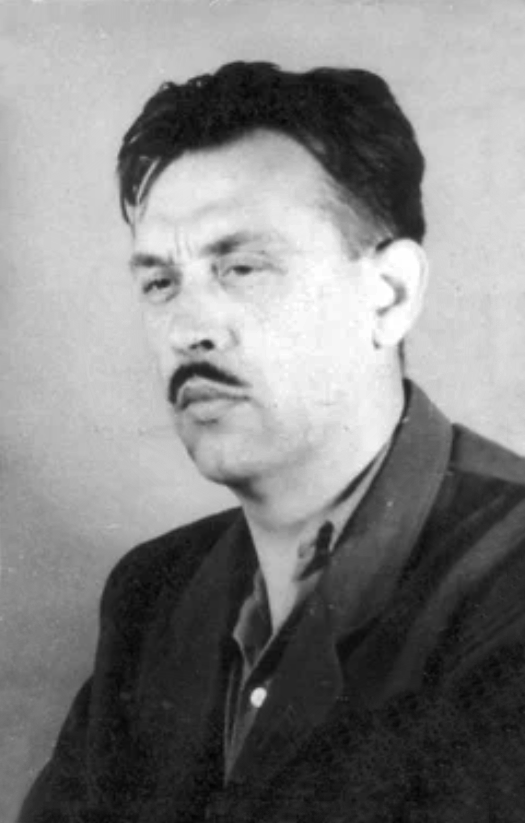
František Havlíček
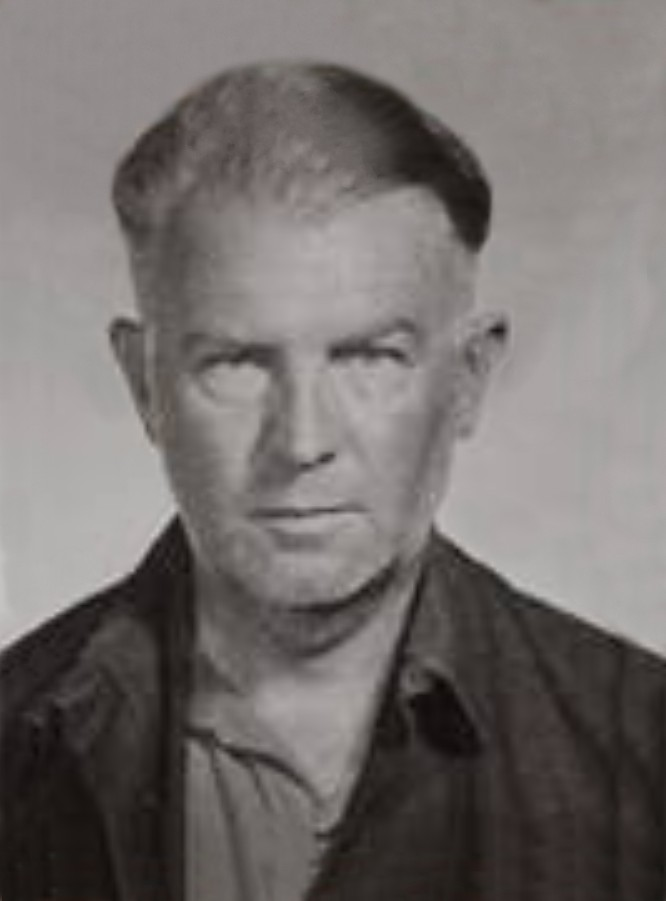
Jan Hošek
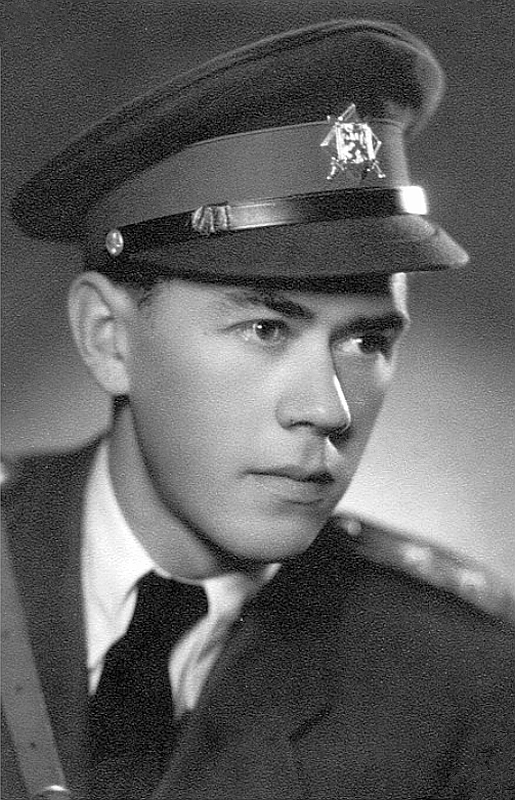
Bernard Jaško
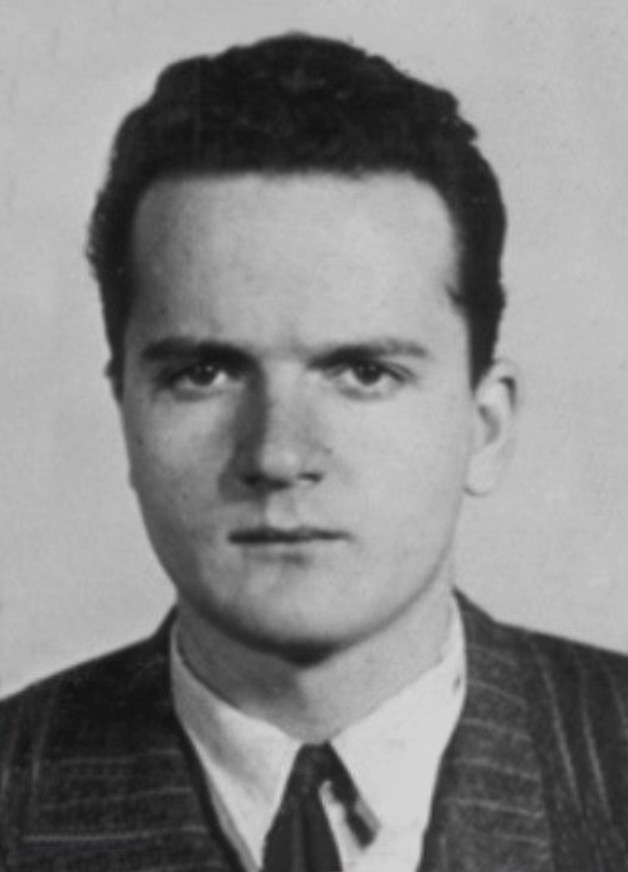
Alois Jeřábek
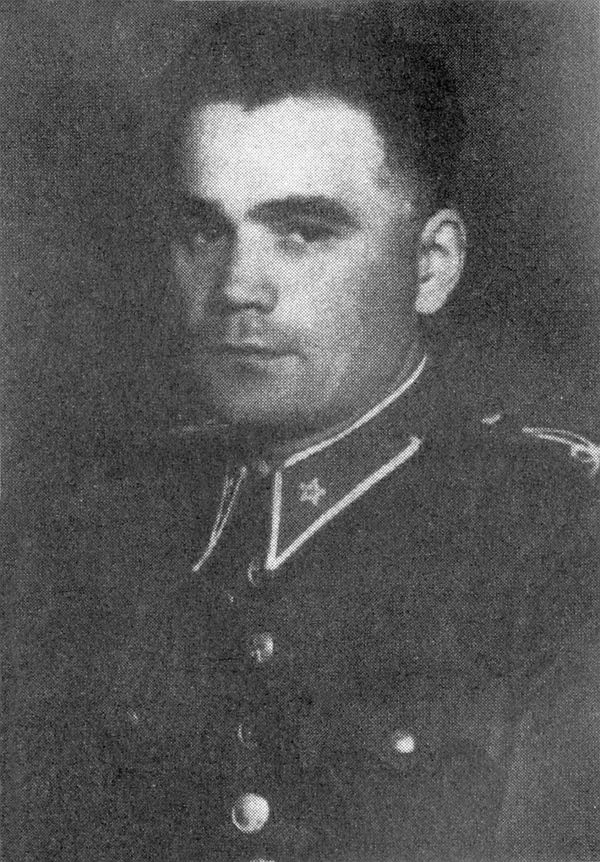
Pavol Kalinaj
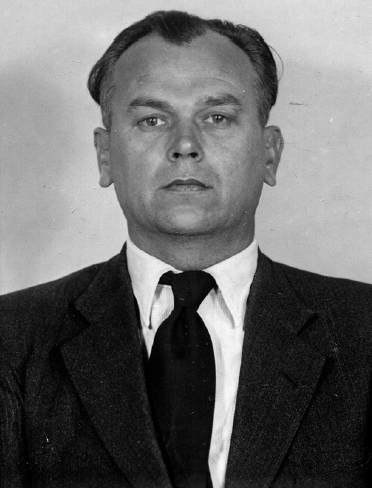
Josef Kmínek
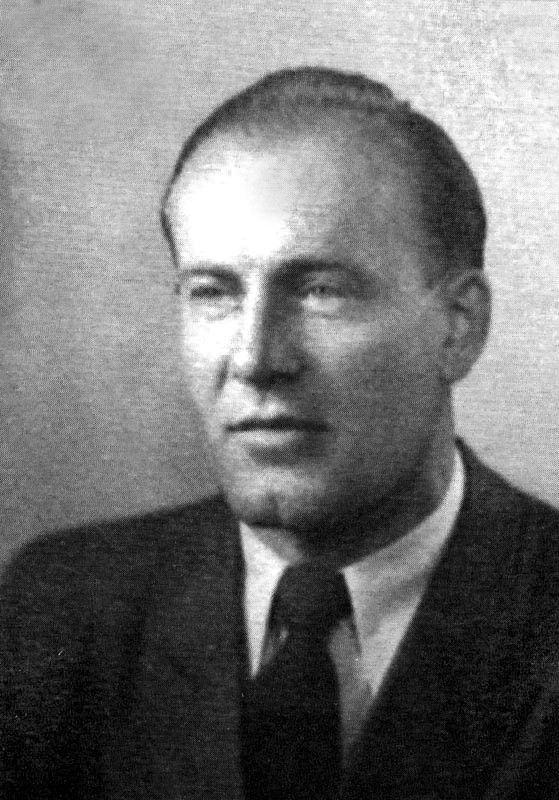
Josef Ludvík
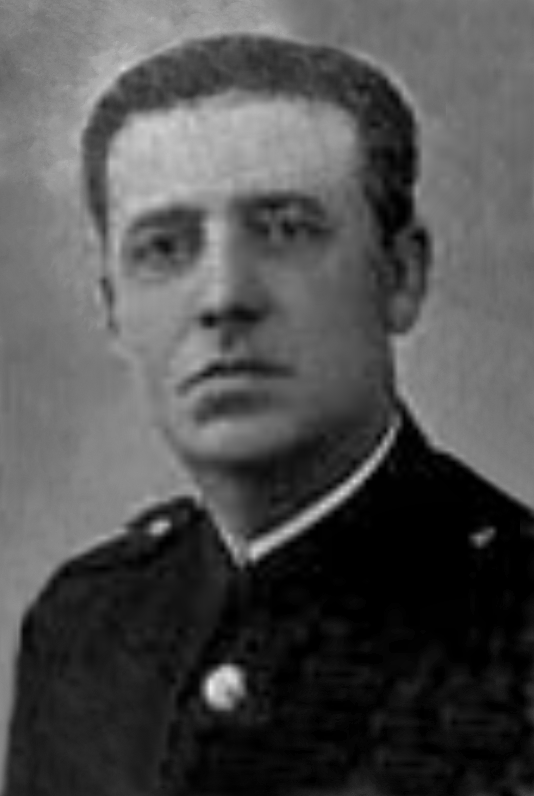
Jozef Macej
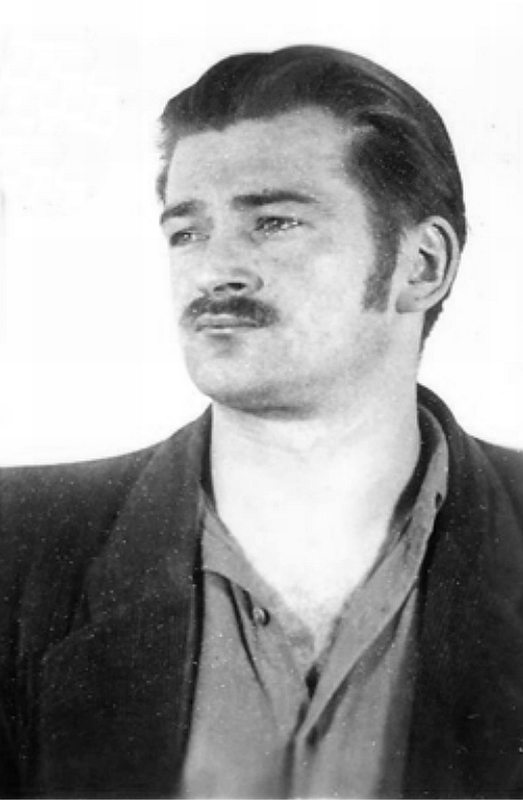
Vladimír Rajnoch
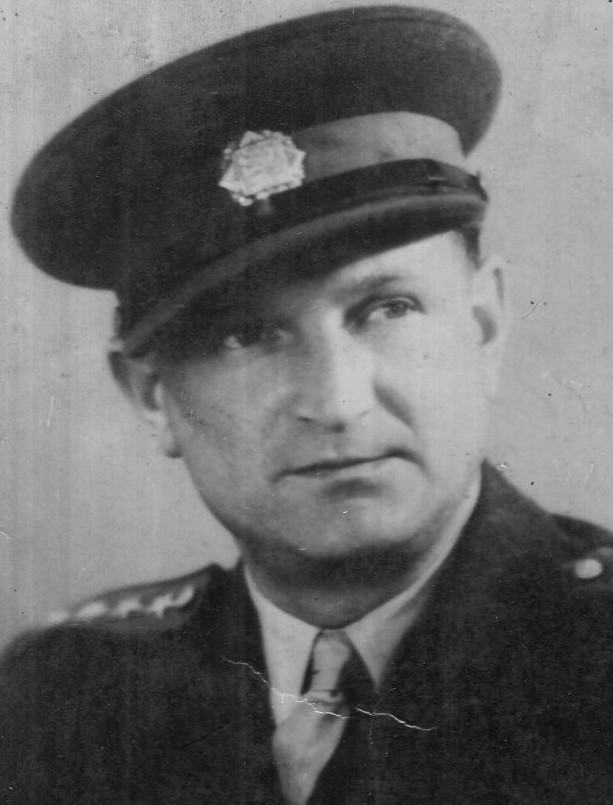
Karel Strmiska
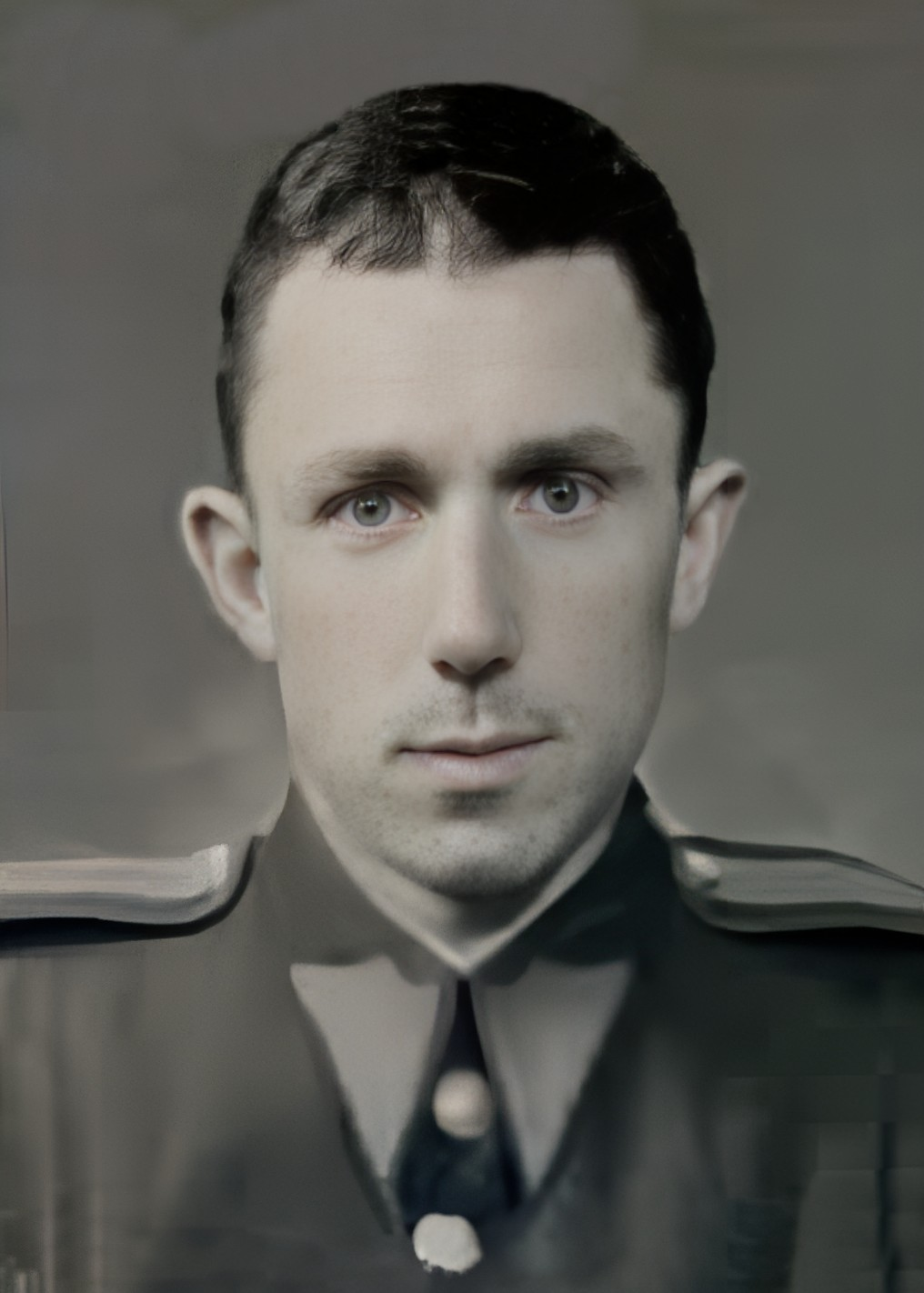
Václav Šnaidr
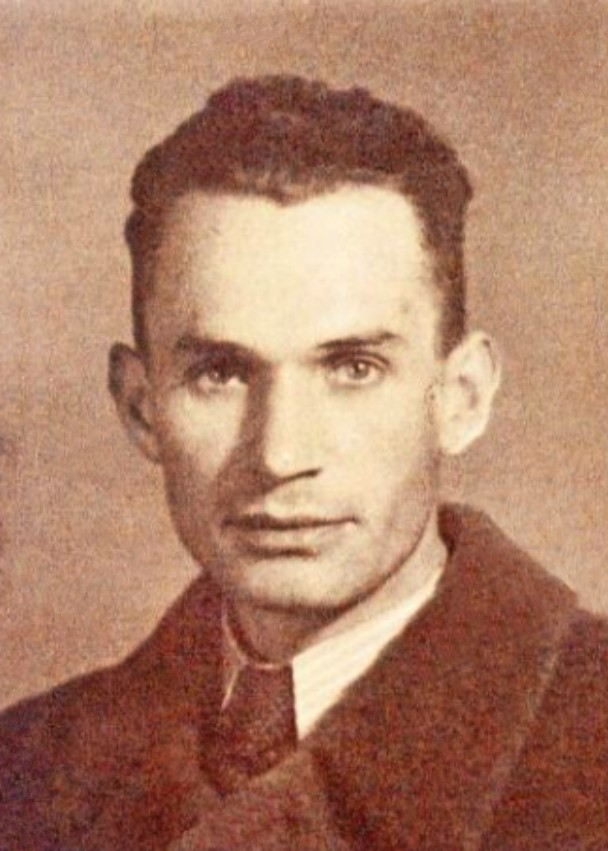
Pavel Valent